# Jordan Poole
Jordan Anthony Poole, né le 19 juin 1999 à Milwaukee dans le Wisconsin, est un joueur américain de basket-ball évoluant au poste d'arrière voire de meneur en National Basketball Association (NBA) au sein des Pelicans de La Nouvelle-Orléans.

## Biographie

### Carrière universitaire
l côtoie notamment en prep school dans l'Indiana Jaren Jackson Jr., passé pro en NBA chez les Grizzlies de Memphis.
Entre 2017 et 2019, il joue pour les Wolverines du Michigan à l'université du Michigan.

### Carrière professionnelle

#### Warriors de Golden State (2019-2023)
Le 20 juin 2019, lors de la draft NBA 2019, il est drafté en 28e position par les Warriors de Golden State. Après un début de saison difficile, il est responsabilisé à la suite du départ d'Alec Burks.
Entre le 28 décembre 2019 et le 4 janvier 2020, il est envoyé chez les Warriors de Santa Cruz, l'équipe de G-League affiliée à Golden State. Lors de cette saison il est nommé dans la All-NBA G-League Third Team.
Lors de la saison 2021-2022, Jordan Poole devient un sixième homme de qualité pour les Warriors, il compile des moyennes s'élevant à 18,5 points, 3,4 rebonds et 4 passes décisives par match. 
Poole et Stephen Curry ont réalisé un exploit rare, devenant seulement le troisième duo de coéquipiers à terminer respectivement 1er et 2e de la NBA en précision de lancer franc (et le premier tandem à le faire en 35 ans). Ils rejoignent Larry Bird et Danny Ainge (Celtics de Boston, 1986-1987) et Rick Barry et Calvin Murphy (Rockets de Houston, 1978-1979 / 1979-1980). 
Au premier tour des playoffs 2022 face aux Nuggets de Denver, il rejoint Wilt Chamberlain en devenant le deuxième Warriors de l'histoire à compiler un minimum de 25 points sur ses trois premières rencontres de playoffs (86 au total, 106 pour Chamberlain). Il est également le 16e joueur de l'histoire à réaliser cette performance.
À l'issue des finales de playoffs 2022, il remporte avec les Warriors de Golden State, le titre de Champion NBA de l'année 2022, en gagnant le match 6 face aux Celtics de Boston.
En octobre 2022, il signe une extension de contrat de 140 millions de dollars sur quatre ans avec les Warriors.

#### Wizards de Washington (2023-2025)
En juin 2023, il est envoyé du côté des Wizards de Washington en échange de Chris Paul.

#### Pelicans de La Nouvelle-Orléans (depuis 2025)
Fin juin 2025, Poole est transféré en direction des Pelicans de La Nouvelle-Orléans.

## Palmarès

### NBA
- Champion NBA avec les Golden State Warriors en 2022.
- Champion de la Conférence Ouest avec les Golden State Warriors en 2022.

## Statistiques

### Universitaires
| Saison    | Équipe   | Matchs | Titul. | Min./m | % Tir | % 3pts | % LF | Rbds/m. | Pass/m. | Int/m. | Ctr/m. | Pts/m. |
| --------- | -------- | ------ | ------ | ------ | ----- | ------ | ---- | ------- | ------- | ------ | ------ | ------ |
| 2017-2018 | Michigan | 38     | 0      | 12,5   | 42,9  | 37,0   | 82,7 | 1,39    | 0,58    | 0,53   | 0,16   | 6,13   |
| 2018-2019 | Michigan | 37     | 37     | 33,1   | 43,6  | 36,9   | 83,3 | 2,97    | 2,16    | 1,08   | 0,22   | 12,76  |
| Total     | Total    | 75     | 37     | 22,7   | 43,4  | 37,0   | 83,1 | 2,17    | 1,36    | 0,80   | 0,19   | 9,40   |

### Professionnelles

#### G-League
| Saison    | Équipe     | Matchs | Titul. | Min./m | % Tir | % 3pts | % LF | Rbds/m. | Pass/m. | Int/m. | Ctr/m. | Pts/m. |
| --------- | ---------- | ------ | ------ | ------ | ----- | ------ | ---- | ------- | ------- | ------ | ------ | ------ |
| 2019-2020 | Santa Cruz | 3      | 3      | 35,1   | 46,3  | 42,3   | 80,0 | 6,33    | 4,67    | 1,67   | 0,00   | 26,00  |
| Total     | Total      | 3      | 3      | 35,1   | 46,3  | 42,3   | 80,0 | 6,33    | 4,67    | 1,67   | 0,00   | 26,00  |

#### Saison régulière NBA
Légende :
| Champion NBA | Leader de la ligue |

| Saison    | Équipe       | Matchs | Titul. | Min./m | % Tir | % 3pts | % LF | Rbds/m. | Pass/m. | Int/m. | Ctr/m. | Pts/m. |
| --------- | ------------ | ------ | ------ | ------ | ----- | ------ | ---- | ------- | ------- | ------ | ------ | ------ |
| 2019-2020 | Golden State | 57     | 14     | 22,3   | 33,3  | 27,9   | 79,8 | 2,07    | 2,35    | 0,61   | 0,18   | 8,82   |
| 2020-2021 | Golden State | 51     | 7      | 19,4   | 43,2  | 35,1   | 88,2 | 1,80    | 1,94    | 0,51   | 0,18   | 12,00  |
| 2021-2022 | Golden State | 76     | 51     | 30,0   | 44,8  | 36,4   | 92,5 | 3,42    | 4,00    | 0,79   | 0,30   | 18,49  |
| 2022-2023 | Golden State | 82     | 43     | 30,0   | 43,0  | 33,6   | 87,0 | 2,74    | 4,50    | 0,77   | 0,26   | 20,43  |
| 2023-2024 | Washington   | 78     | 66     | 30,1   | 41,3  | 32,6   | 87,7 | 2,72    | 4,40    | 1,10   | 0,32   | 17,38  |
| 2024-2025 | Washington   | 68     | 68     | 29,4   | 43,2  | 37,8   | 88,3 | 2,99    | 4,46    | 1,26   | 0,40   | 20,46  |
| Total     | Total        | 412    | 249    | 27,5   | 42,2  | 34,5   | 87,9 | 2,69    | 3,77    | 0,86   | 0,28   | 16,85  |

Mise à jour le 19 avril 2025

#### Playoffs NBA
| Saison    | Équipe       | Matchs | Titul. | Min./m | % Tir | % 3pts | % LF | Rbds/m. | Pass/m. | Int/m. | Ctr/m. | Pts/m. |
| --------- | ------------ | ------ | ------ | ------ | ----- | ------ | ---- | ------- | ------- | ------ | ------ | ------ |
| 2021-2022 | Golden State | 22     | 5      | 27,5   | 50,8  | 39,1   | 91,5 | 2,80    | 3,80    | 0,80   | 0,40   | 17,00  |
| Total     | Total        | 22     | 5      | 27,5   | 50,8  | 39,1   | 91,5 | 2,80    | 3,80    | 0,80   | 0,40   | 17,00  |

## Records sur une rencontre en NBA
Les records personnels de Jordan Poole en NBA sont les suivants, :
| Type de statistique        | Saison régulière | Saison régulière        | Saison régulière | Playoffs | Playoffs                | Playoffs      |
| Type de statistique        | Record           | Adversaire              | Date             | Record   | Adversaire              | Date          |
| -------------------------- | ---------------- | ----------------------- | ---------------- | -------- | ----------------------- | ------------- |
| Points                     | 45               | Cavaliers de Cleveland  | 7 février 2025   | 31       | @ Grizzlies de Memphis  | 1er mai 2022  |
| Paniers marqués            | 16               | Cavaliers de Cleveland  | 7 février 2025   | 12       | @ Grizzlies de Memphis  | 1er mai 2022  |
| Paniers tentés             | 32               | Cavaliers de Cleveland  | 7 février 2025   | 20       | @ Grizzlies de Memphis  | 1er mai 2022  |
| Paniers à 3 points réussis | 9                | Nuggets de Denver       | 7 décembre 2024  | 6        | @ Lakers de Los Angeles | 2 mai 2023    |
| Paniers à 3 points tentés  | 20               | Nuggets de Denver       | 7 décembre 2024  | 11       | 2 fois                  | 2 fois        |
| Lancers francs réussis     | 13               | @ Knicks de New York    | 14 décembre 2021 | 7        | 4 fois                  | 4 fois        |
| Lancers francs tentés      | 13               | @ Knicks de New York    | 14 décembre 2021 | 9        | @ Nuggets de Denver     | 21 avril 2022 |
| Rebonds offensifs          | 3                | @ Spurs de San Antonio  | 1er février 2022 | 3        | @ Grizzlies de Memphis  | 1er mai 2022  |
| Rebonds défensifs          | 9                | @ Knicks de New York    | 14 décembre 2021 | 6        | Mavericks de Dallas     | 26 mai 2022   |
| Rebonds totaux             | 9                | 2 fois                  | 2 fois           | 8        | @ Grizzlies de Memphis  | 1er mai 2022  |
| Passes décisives           | 13               | Bucks de Milwaukee      | 2 avril 2024     | 9        | 2 fois                  | 2 fois        |
| Interceptions              | 4                | Hornets de Charlotte    | 3 novembre 2021  | 3        | 2 fois                  | 2 fois        |
| Contres                    | 2                | 5 fois                  | 5 fois           | 2        | @ Grizzlies de Memphis  | 1er mai 2022  |
| Balles perdues             | 7                | Clippers de Los Angeles | 21 octobre 2021  | 4        | 4 fois                  | 4 fois        |
| Minutes jouées             | 40               | 2 fois                  | 2 fois           | 39       | @ Nuggets de Denver     | 24 avril 2022 |

- Double-double : 8
- Triple-double : 0

Dernière mise à jour : 25 janvier 2025

## Salaires
| Année       | Équipe       | Salaire      |
| ----------- | ------------ | ------------ |
| 2019-2020   | Golden State | 1 964 760 $  |
| 2020-2021   | Golden State | 2 063 280 $  |
| 2021-2022   | Golden State | 2 161 440 $  |
| 2022-2023   | Golden State | 3 901 399 $  |
| Total Gains | Total Gains  | 10 090 879 $ |
| 2023-2024   | Washington   | 27 455 357 $ |
| 2024-2025   | Washington   | 29 651 786 $ |
| 2025-2026   | Washington   | 31 848 215 $ |
| 2026-2027   | Washington   | 34 044 642 $ |